# Carl Linder
Carl Gustaf Linder, född 11 maj 1882 i Östersund, död 4 mars 1936 i Göteborg, var en svensk hotell- och restaurangman.
Carl Linder var son till lokomotivföraren Karl Johan Lind. Efter fackstudier blev Linder som ung hovmästare vid Palace Hotel i Göteborg, och 1914 blev han VD för AB Göta Källare och Grand Hotel Haglund i Göteborg. Detta bolag inköpte 1921 aktiemajoriteten i Grand Hotel Savoy AB i Malmö, där Linder blev styrelseledamot och kom att inneha ledningen. Savoy blev snart det främsta hotell- och restaurangföretaget i Malmö. Han ledde under ett antal år även restaurangrörelsen vid Trädgårdsföreningen, Göteborg. Linder kom att inta en ledande ställning inom hotellrörelsen i Sverige där han näst efter Grand-Hotel-koncernen i Stockholm var den störste enskilde företagaren. Han var även engagerad inom hotellrörelsens organisation, som ung var han vice ordförande i Västra Sveriges restauratörförening och styrelseledamot inom Sveriges centrala hotell- och restaurantförening. Från 1927 var han styrelseledamot och från 1934 vice ordförande i Arbetsgivarföreningen för hotell och restauranger. Han var även styrelseledamot i Musiketablissementens förening.
Linder gifte sig 1913 med Elin Andrietta Högrell. Hon övertog hotellverksamheten vid hans bortgång och fortsatte därefter driva den i ett kvartssekel.